# Bulbophyllum polyblepharon
Bulbophyllum polyblepharon là một loài phong lan thuộc chi Bulbophyllum.